# Ptá
Ptá (/pəˈtɑː/; egípcio: ptḥ; provavelmente vocalizado como Pitaḥ em egípcio), na mitologia egípcia, é o demiurgo de Mênfis, deus dos artesãos e arquitetos. Na tríade de Mênfis é o marido de Secmet e por vezes de Bastet e seus filhos são: Nefertem, Mihos, Imhotep e Maahes. Também foi considerado como o pai do sábio Imhotep. Os gregos conheciam-no como o deus Hefesto, e desta forma o historiador egípcio Manetão fez dele o primeiro rei do Egito.
Ao contrário de Socáris, outro deus construtor, Ptá está associado às obras em pedra. É um construtor e Ápis era seu oráculo. Mais tarde, foi combinado com Socáris e Osíris para criar Ptá-Socaris-Osíris. Nas artes, é representado como um homem mumificado com as mãos segurando um cetro enfeitado com ankh, was e djed (símbolos da vida, força e estabilidade, respectivamente).

## Principais locais de culto

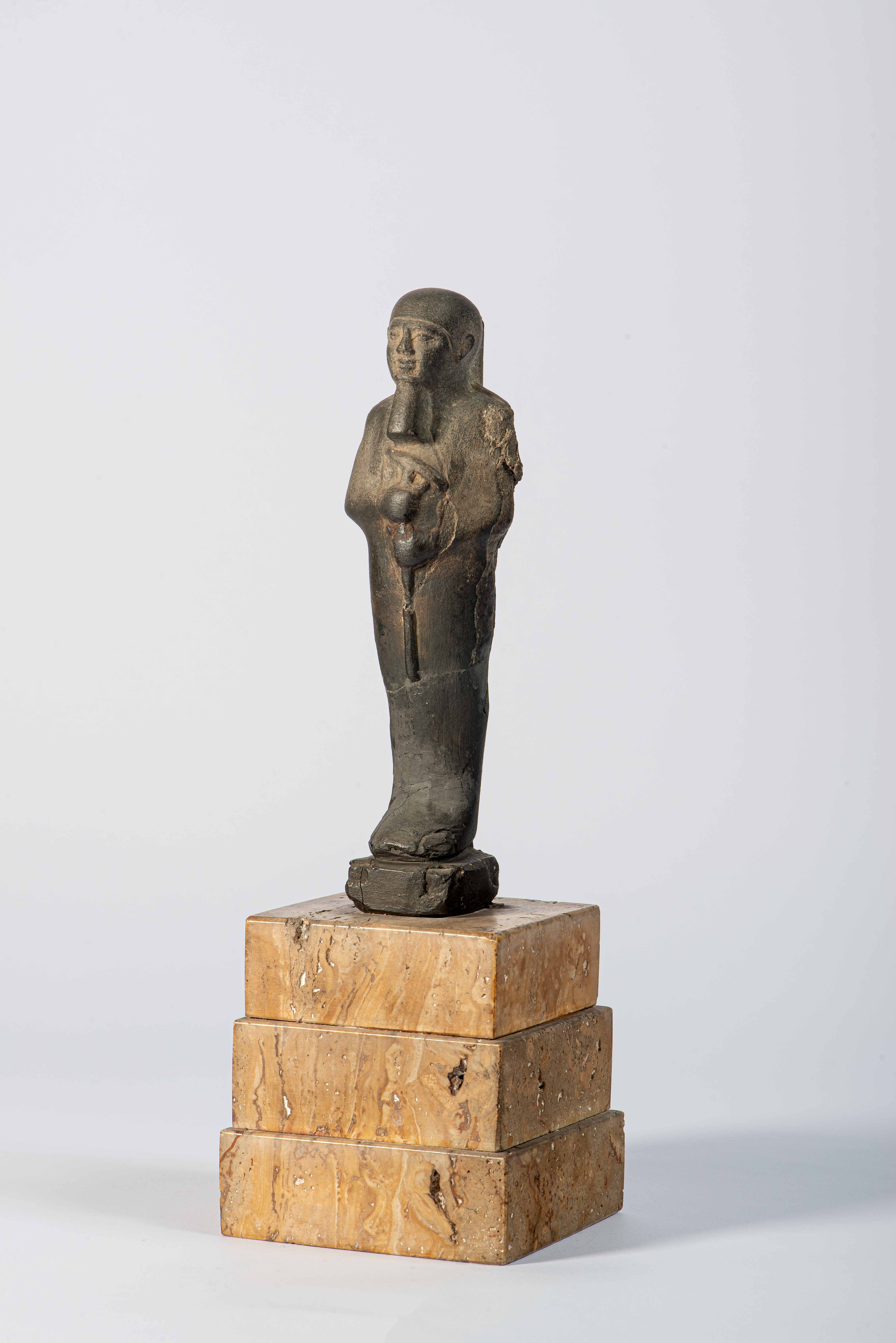
Ptá na Casa Museu Eva Klabin.

| Templo dedicado                      | Local                 |
| ------------------------------------ | --------------------- |
| Ptá                                  | Pi-Ramessés           |
| Ptá                                  | Mênfis                |
| Ptá, O que ouve as orações           | Mênfis                |
| Ptá, O que fica ao sul de sua parede | Mênfis                |
| Ptá-Socar                            | Abidos                |
| Ptá-Socar                            | Kom el-Hettan (Tebas) |
| Ptá, O que ouve as orações           | Deir Almedina (Tebas) |
| Ptá                                  | Carnaque (Tebas)      |
| Ptá                                  | Gerfe Huceine (Núbia) |
| Ptá, O Senhor da verdade             | Abul-Simbel (Núbia)   |